# Rosa Russo
Rosa Russo (Sorrento, 11 settembre 1940 – Piano di Sorrento, 22 marzo 2019) è stata una politica italiana.

## Biografia
Eletta il 26 giugno 1993 Presidente della Provincia di Napoli, restò in carica fino alla fine della legislatura nel maggio 1995.
Negli anni della sua consiliatura, collaborò con Antonio Bassolino e Giovanni Grasso per l'importante G7 che si tenne a Napoli nel 1994, anno del primo Governo Berlusconi.
Come Presidente della Provincia istituì lo “Sportello Donna”, ha diffuso la Legge 125 (in favore delle donne) pubblicandola a cura dell'Amm.ne Prov.le di Napoli.
È stata l'unica donna Presidente della Provincia di Napoli dal 1806, data della costituzione della Provincia, fino ai giorni nostri:
per questo motivo l'Amministrazione Comunale di Piano di Sorrento, nel gennaio del 2009, l'aveva insignita della Medaglia d'Oro.